# Courchamps (Aisne)
Courchamps – miejscowość i gmina we Francji, w regionie Hauts-de-France, w departamencie Aisne.
Według danych na styczeń 2014 roku gminę zamieszkiwało 90 osób, a gęstość zaludnienia wynosiła 32,8 osób/km².